# Balma Margineda

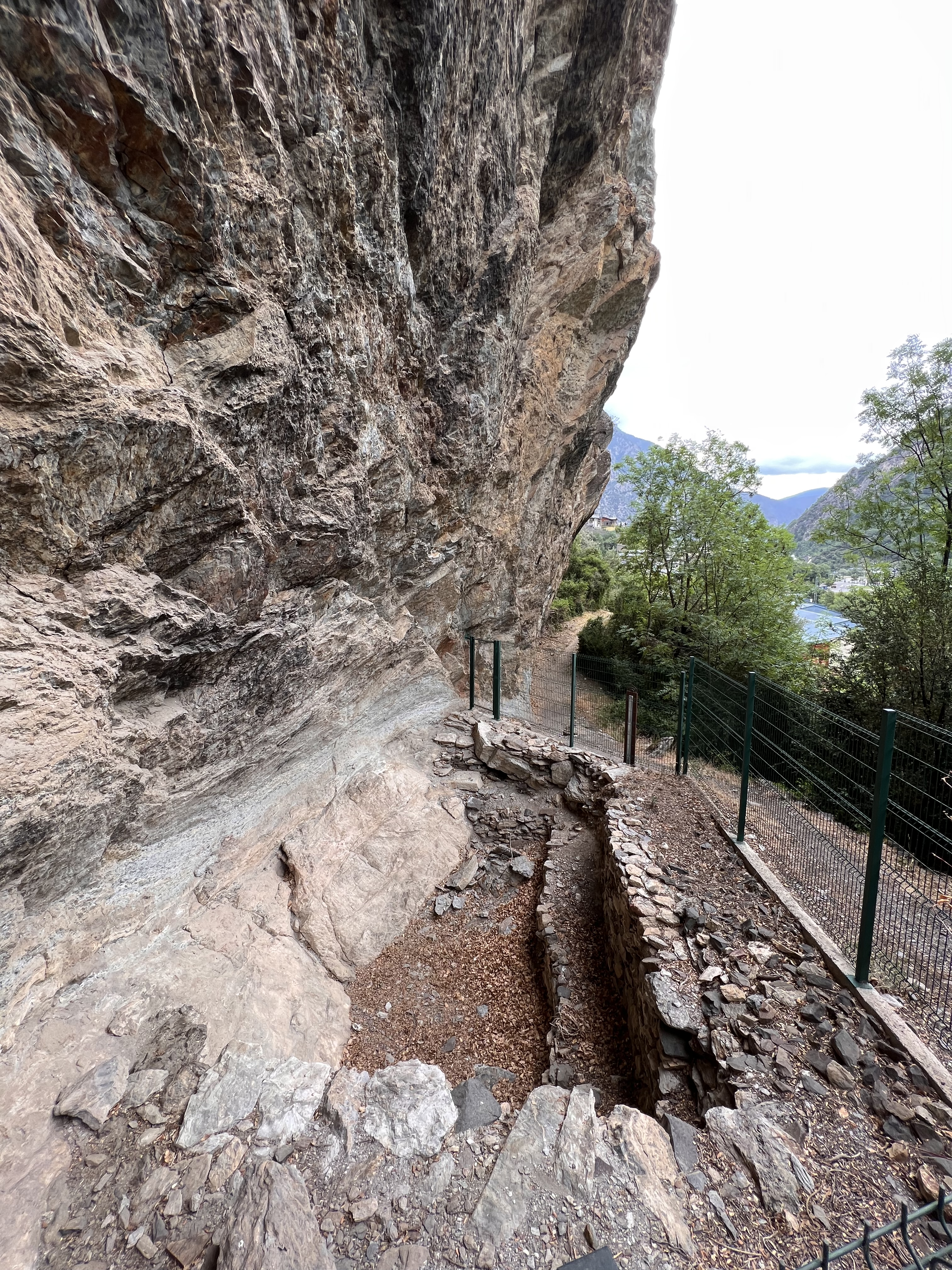
Mejor vista

Balma de La Margineda es un abrigo rocoso situado en el municipio andorrano de Aixovall en el que se halla estratigrafía que cubre desde el Aziliense hasta épocas históricas, pasando por el Neolítico.
Andorra se sitúa en medio de los Pirineos, que durante la última glaciación se encontraban cubiertos por grandes glaciares que impidieron su habitación por los grupos humanos europeos.
Tiene una primera fase de ocupación que abarca el intervalo 14 000‐11 650 AP (Aziliense temprano, entendido como un tiempo de continuidad del Paleolítico), después hay estratos casi estériles que permiten separar claramente los hallazgos. A continuación ocupaciones intermitentes en torno a las fechas 13 800, 13 400 y 12 700 AP. Durante esos periodos se dejan elementos de industria lítica que hacen pensar en influencias del lado norte de los Pirineos y, todavía, con un clima muy frío y grandes glaciares.

El principio del Mesolítico, ya con culturas desarrolladas sin influencia directa del Paleolítico, queda registrado en los niveles datados en los intervalos 13 050‐11 970 AP y 10 400‐9680 AP, ya sin glaciares. En los siguientes 1300 años se hallan restos del Mesolítico pleno, que dan paso al Neolítico, donde se pueden encontrar piezas de cerámica, además de otros elementos del periodo.